# Vicente Llansola Renau
Vicente Llansola Renau (Borriol, Plana Alta, 6 de gener de 1915 – Bordeus, Aquitània 13 de desembre de 1996) fou un dirigent anarcosindicalista i lluitador antifranquista valencià, mort a l'exili.

## Biografia
De nen es traslladà a viure a Barcelona i d'adolescent ja s'afilià a la CNT. Fou arrestat per repartir el diari Tierra y Libertad. En esclatar la guerra civil espanyola es va allistar a les milícies confederals i lluità al front d'Aragó.
Al febrer de 1939, durant la Retirada, va creuar els Pirineus i va ser reclòs en el camp de concentració d'Argelers. En 1942 va ser un dels organitzadors, amb Ponciano Alonso Alonso ("Mingo"), Pablo Benaiges i Francisco Pérez, de la CNT de Bordeus. Després de la Segona Guerra Mundial, va assistir a l'I Congrés de la CNT en l'Exili a Bordeus al maig de 1945 i, quan la crisi confederal, va formar part del sector ortodox contrari a continuar participant en les polítiques dels governs republicans exiliats. Entre 1945 i 1949 va ser membre de la Comissió de Defensa del Moviment Llibertari Espanyol (MLE) en l'Exili i en 1946, amb Mingo i Pablo Benaiges, encarregat de la coordinació del Comitè Regional de Catalunya de la CNT a Bordeus.
Durant els anys següents va ser secretari del Nucli Confederal de la Gironda (1958-1962) i de la Federació Local de Bordeus (1955-1956); secretari de Coordinació en el Secretariat Intercontinental (1963 fins a 1967 i 1971-1975); membre del Comitè Internacional de Relacions de la Federació Anarquista Ibèrica (1963-1971 i 1990-1996); delegat de la CNT de l'Exili als congressos de l'Associació Internacional dels Treballadors (AIT) de Tolosa de Llenguadoc (1958), Bordeus (1967) i Pouteaux. En nom de la FAI, va ser un dels set membres de Defensa Interior (DI), creada arran del Congrés de Reunificació de Llemotges de 1961 i que tenia com a finalitat dirigir la lluita armada contra el franquisme en l'interior de la Península i atemptar contra la vida del propi dictador.
Va ser criticat pels sectors més activistes, especialment per les Joventuts Llibertàries, que el van acusar d'immobilisme i de defensar les tesis de Germinal Esgleas Jaume i Frederica Montseny, sobretot arran del congrés de Llemotges de 1965 que va suposar la dissolució de Defensa Interior.
En 1971 va ser delegat de la FAI, amb Frederica Montseny i José Muñoz Congost, al Congrés Internacional de Federacions Anarquistes que es va celebrar a París. Entre 1973 i 1976 va presidir el Comitè Nacional de l'Aliança Sindical Espanyola (ASA). Va formar part de l'últim secretariat de l'exili i com tal va assistir al Congrés de Marsella de 1975. Tanmateix, no va tornar a Espanya.
En morir ocupava les secretaries de la CNT i de la FAI de Bordeus. Vicente Llansola Renau va morir el 13 de desembre de 1996 a Bordeus i va ser incinerat tres dies després.